# Yicheng (häradshuvudort i Kina, Hubei)
Yicheng är en häradshuvudort i Kina. Den ligger i provinsen Hubei, i den centrala delen av landet, omkring 230 kilometer nordväst om provinshuvudstaden Wuhan. Antalet invånare är 133 877. Befolkningen består av 66 661 kvinnor och 67 216 män. Barn under 15 år utgör 13,0 %, vuxna 15-64 år 79 %, och äldre över 65 år 7,0 %. Den ligger vid sjön Liyuqiao Shuiku.
Runt Yicheng är det ganska tätbefolkat, med 248 invånare per kvadratkilometer. Närmaste större samhälle är Zhengji, 7,6 km sydost om Yicheng. Trakten runt Yicheng består till största delen av jordbruksmark.
Genomsnittlig årsnederbörd är 1 060 millimeter. Den regnigaste månaden är augusti, med i genomsnitt 176 mm nederbörd, och den torraste är december, med 19 mm nederbörd.